# Helge Braun
Helge Braun (ur. 18 października 1972 w Gießen) – niemiecki polityk i lekarz, działacz Unii Chrześcijańsko-Demokratycznej (CDU), poseł do Bundestagu, od 2018 do 2021 minister.

## Życiorys
Po maturze w rodzinnej miejscowości odbył służbę wojskową w Koblencji. W latach 1994–2001 studiował medycynę na Uniwersytecie Justusa Liebiga w Gießen, doktoryzował się w 2007. Od 2001 do 2009 pracował w klinice anestezjologii, intensywnej terapii i algezjologii w szpitalu uniwersyteckim.
W 1989 wstąpił do chadeckiej młodzieżówki Junge Union, rok później został członkiem CDU. W latach 1997–2009 zasiadał w radzie miejskiej w Gießen. Od 2002 do 2005 sprawował mandat posła do Bundestagu, nie znalazł się w parlamencie kolejnej kadencji. W latach 2006–2009 był radnym powiatu Gießen, przewodniczył frakcji radnych CDU. W 2009 powrócił do Bundestagu, z powodzeniem ubiegał się o reelekcję w wyborach w 2013, 2017 i 2021.
W 2009 objął stanowisko parlamentarnego sekretarza stanu przy ministrze edukacji i badań naukowych. W 2013 Angela Merkel powołała go na ministra stanu w Urzędzie Kanclerza Federalnego. W marcu 2018 objął stanowiska szefa Urzędu Kanclerza Federalnego oraz ministra do zadań specjalnych w czwartym rządzie Angeli Merkel. Funkcje te sprawował do grudnia 2021. W tym samym miesiącu ubiegał się o funkcję przewodniczącego CDU; w przeprowadzonym wówczas plebiscycie wśród członków chadeków zajął trzecie (ostatnie) miejsce.